# Xenia Tiling

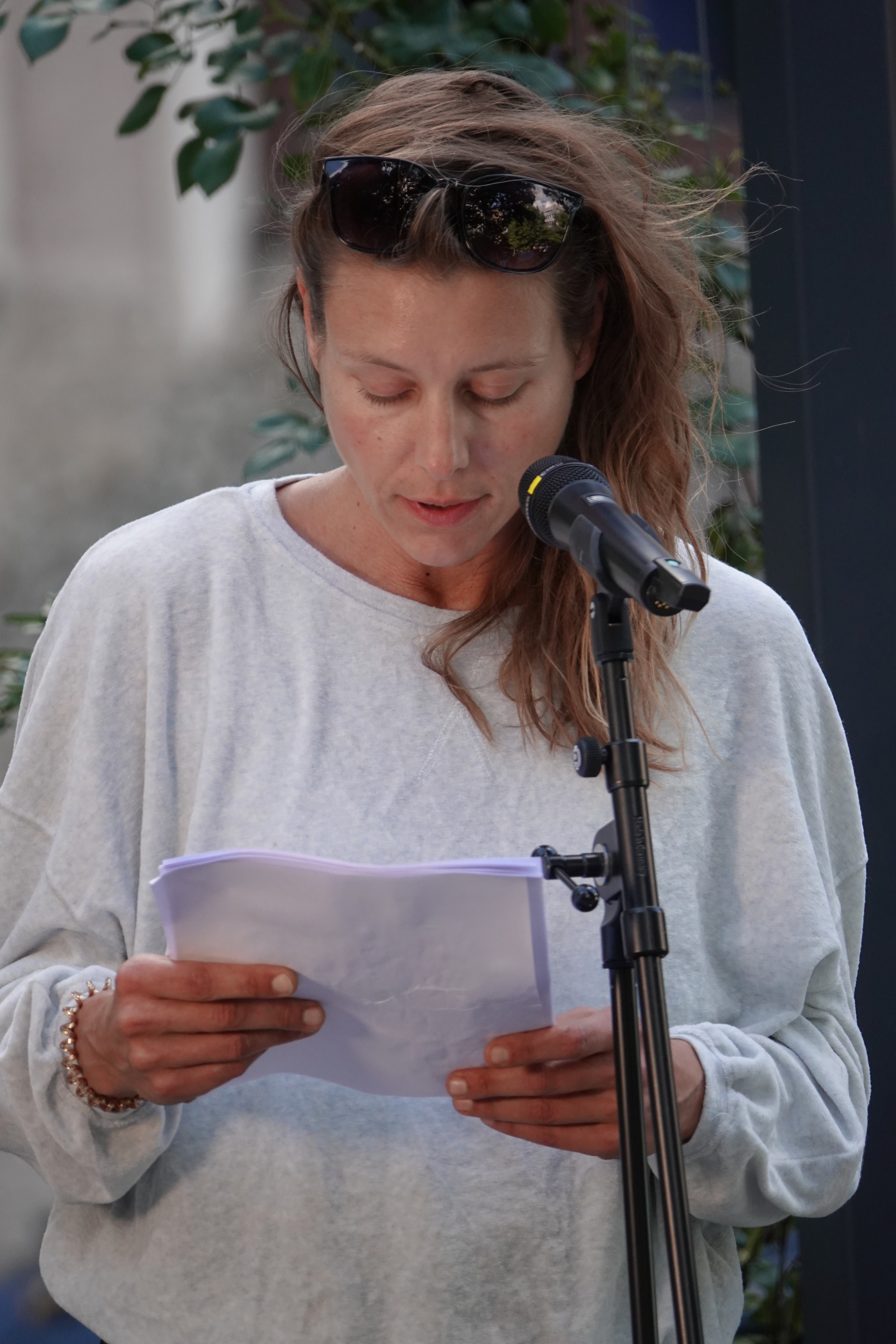
Xenia Tiling (2023)

Xenia Tiling (* 1982 in Hamburg) ist eine deutsche Schauspielerin.

## Leben
Ihre Schauspielausbildung absolvierte sie von 2003 bis 2007 an der Hochschule für Schauspielkunst „Ernst Busch“ Berlin.

### Theater
2007 wurde sie Ensemblemitglied am Münchner Volkstheater, wo sie unter anderem unter der Regie von Christian Stückl 2007 in Schillers Don Carlos als Elisabeth von Valois und 2009 in Shakespeares Richard III. als Anne auf der Bühne stand und 2011 als Spelunken-Jenny in der Dreigroschenoper von Bertolt Brecht Premiere feierte.
Außerdem spielte sie am Volkstheater beispielsweise 2008 in Michael Kohlhaas, unter Bettina Bruinier 2009 in Alice im Wunderland und 2011 Frau Aslaksen im Drama Ein Volksfeind von Henrik Ibsen, unter Miloš Lolić 2011 die Cousine in Lorcas Bluthochzeit sowie 2012 in Roberto Zucco, unter Christine Eder 2011 in Eros, 2012 unter Christopher Rüping in Das Leben ein Traum und unter Thomas Dannemann die Mascha in Drei Schwestern von Anton Tschechow sowie 2014 unter Hakan Savaş Mican die Karoline in Kasimir und Karoline.
2013 erhielt sie den Bayerischen Kunstförderpreis in der Sparte Darstellende Kunst.
Im Werkraum der Münchner Kammerspiele war sie 2015/16 in Inszenierungen von Katharina Mayrhofer in Der Bus und Das Pulverfass zu sehen.

### Film und Fernsehen
In der 2016 erstausgestrahlten Folge Targets der ZDF-Fernsehserie SOKO München hatte sie eine Episodenrolle als Gizem. 2018 übernahm sie in der Comedy-Serie Servus Baby des Bayerischen Rundfunks von Regisseurin Natalie Spinell neben Josephine Ehlert, Genija Rykova und Teresa Rizos eine der Hauptrollen als Tati.
2019 stand sie für Dreharbeiten zum ARD-Fernsehfilm Hochzeitsstrudel und Zwetschgenglück vor der Kamera, in dem sie die Rolle der Daniela verkörperte. Außerdem war sie in der im September 2019 erstausgestrahlten Folge Der Ort, von dem die Wolken kommen der ARD-Krimireihe Polizeiruf 110 mit Verena Altenberger als Elisabeth „Bessie“ Eyckhoff als Stationsschwester Milli zu sehen.
In dem auf der Berlinale 2020 uraufgeführten Spielfilm Nackte Tiere von Melanie Waelde spielte sie die Rolle der Frau Merz. Ebenfalls 2020 war sie in der ZDF-Fernsehserie Der Alte in der Folge Kalte Wasser als Svenja Lehmann zu sehen sowie in der Folge Einbruch der Serie SOKO München als Marie Pawlik. In der ARD-Fernsehreihe Ein Krimi aus Passau mit Marie Leuenberger und Michael Ostrowski übernahm sie die Rolle der Kriminalhauptkommissarin Grill.
Neben ihrer Tätigkeit als Schauspielerin ist sie als Hörspiel-, Hörbuch- und Off-Sprecherin tätig.

## Filmografie (Auswahl)
- 2016: SOKO München – Targets (Fernsehserie)
- 2018: Servus Baby (Fernsehserie, 4 Folgen)
- 2019: Polizeiruf 110: Der Ort, von dem die Wolken kommen (Fernsehreihe)
- 2020: Der Alte – Kalte Wasser (Fernsehserie)
- 2020: Nackte Tiere (Kinofilm)
- 2020: SOKO München – Einbruch (Fernsehserie)
- seit 2020: Ein Krimi aus Passau (Fernsehreihe)
  - 2020: Die Donau ist tief
  - 2022: Zu jung zu sterben
  - 2024: Zeit zu beten
  - 2025: Der Rote Wolf
- 2020: Hochzeitsstrudel und Zwetschgenglück (Fernsehfilm)
- 2021: In aller Freundschaft – Die jungen Ärzte – Ausweg (Fernsehserie)
- 2021: Marie fängt Feuer – Spiel des Lebens (Fernsehreihe)
- 2021: Ein Fall für zwei – Die falsche Schlange (Fernsehserie)
- 2021: Toni, männlich, Hebamme – Gestohlene Träume (Fernsehreihe)
- 2021: Wenn das fünfte Lichtlein brennt (Fernsehfilm)
- 2021: Friedmanns Vier (Fernsehserie, 3 Folgen)
- 2021: Der Beischläfer (Fernsehserie, 7 Folgen)
- 2023: Der Bremerhaven-Krimi – Tödliche Fracht (Fernsehfilm)
- 2024: Die Chefin – Fremdbestimmt (Fernsehserie)
- 2024: Die Rosenheim-Cops – Ein teurer Abend (Fernsehserie)
- 2025: Der Bergdoktor – Ein neuer Mensch (Fernsehserie)

## Hörspiele (Auswahl)
- 2020: Claudia Kaiser: Die Schicksalsmaschine (Cordula) – Regie: Alexandra Distler (Original-Hörspiel – BR)
- 2020: Kilian Leypold: Eine Nacht mit Jolene (2 Teile) (Odysseus) – Regie: Kilian Leypold (Originalhörspiel, Kinderhörspiel – BR)
- 2020: Gesche Piening: Einsam stirbt öfter. Ein Requiem (Tagebucheintrag Elisabeth) – Regie: Gesche Piening (Originalhörspiel – BR)

## Auszeichnungen
- 2013: Bayerischer Kunstförderpreis in der Sparte Darstellende Kunst[10]